# Regularización (matemáticas)
La regularización, en matemáticas y estadística y particularmente en los campos de aprendizaje automático y problemas inversos, se refiere a un proceso de introducir información adicional para solucionar un problema mal definido o para impedir el sobreajuste.
- Datos: Q2061913